# Ark: Survival Evolved
Ark: Survival Evolved (стилізовано під ARK: Survival Evolved) — багатокористувацька комп'ютерна гра в жанрі симулятора виживання, що розробляється Studio Wildcard, Instinct Games, Effecto Studios і Virtual Basement. Повноцінний реліз заплановано для PlayStation 4, Xbox One, Microsoft Windows, OS X, і Linux на серпень 2017 року. Гра отримала ранній доступ для Microsoft Windows 2 червня 2015, для OS X і Linux 1 липня 2015, для Xbox One 16 грудня 2015. Гравці повинні вижити на острові, наповненому динозаврами, стихійними лихами й іншими потенційно ворожими гравцями.
Гра проходить або від третьої, або від першої особи. Доступне переміщення пішки або верхи на динозаврі. Гравці використовують вогнепальну зброю і створюють бази для захисту від інших ворожих гравців, ссавців, динозаврів та інших рептилій.
Розробка почалася в жовтні 2014. Команда розробників вивчила вигляд динозаврів спеціально для гри, проте врешті-решт вони внесли свої зміни в їхню зовнішність і поведінку. Один з ігрових режимів, Survival of the Fittest, був випущений як окрема гра в березні 2016 року. Як і оригінальна гра, вона також поширюється через Steam.

## Ігровий процес
Ark: Survival Evolved симулятором виживання, в якому використовується вигляд від першої особи, з можливістю перемкнутися на вигляд від третьої особи. Щоб вижити, гравці повинні побудувати базу з багаттям і зброєю. Такі можливості, як приручення динозаврів, вимагають більшої кількості ресурсів і часу. Карта гри становить близько 48 квадратних кілометрів, тобто близько 36 квадратних кілометрів суші і 12 квадратних кілометрів океану.
Для того, щоб побудувати базу, гравці повинні отримати будівельні елементи, такі як підлоги, двері і вікна. Ці предмети можуть бути створені самими гравцями і поміщені в ігровому світі. Гравці можуть створити будь-яку структуру, однак вона може бути зруйнована іншими гравцями. Збираючи ресурси, гравці отримують можливість створити зброю, яку можна поліпшити шляхом прикріплення аксесуарів, таких як додаткові приціли і ліхтарики для пістолета або автомата.
В грі сто дев'ятнадцять видів динозаврів (всього анонсовано сто сорок один вид). Динозаврів можна приручити за допомогою транквілізатора і подальшого годування, або спеціального предмета. Для кожного виду існує свій спосіб приручення, хижаки надають перевагу м'ясу, травоїдні — ягодам. Після приручення гравці отримують можливість польоту або переміщення верхи на динозаврі. Деякі динозаври мають додаткові можливості, наприклад ютараптор може захищати базу, а трицератопс атакувати базу суперників. У грі є й інші тварини, такі як додо, меганеври, мамонти, титаномірми, шаблезубі кішки, жаби , павуки, мавпи, черепахи, скорпіони і навіть гігантопітеки.
Крім цього, в грі є можливість створити плем'я, яке дозволяє гравцям сформувати групу і працювати в напрямку досягнення спільних цілей. Члени племені можуть мати загальні споруди й істот. В одному з оновлень племена отримали можливість оголошувати один одному війну.

## Розробка
Розробка гри почалася в жовтні 2014. Ігровим рушієм було обрано Unreal Engine 4. Спочатку гра була випущена в Steam у ранньому доступі для Microsoft Windows 2 червня 2015 року, для OS X і Linux 1 липня 2015 року, для Xbox One 16 грудня 2015 року. Гру можна придбати за $ 29,99. Повноцінний реліз заплановано для PlayStation 4, Xbox One, Microsoft Windows, OS X і Linux на серпень 2017 року. Один з ігрових режимів, Survival of the Fittest, було випущено як окрему гру в березні 2016 року. Розробники планують, що в ній будуть проходити кіберспортивні турніри з призовим фондом $50.000.